# Juneau
«Juneau» (укр. Джуно) — перший CD-сингл валійського рок-гурту Funeral for a Friend з альбому Casually Dressed & Deep in Conversation.

## Juno
Оригінальна версія «Juneau» була видана під назвою «Juno» і була включена до дебютного EP Between Order and Model. Ця версія відрізняється більш «агресивним вокалом». Стара версія була записана у складі: Метт Девіс, Кріс Кумбс-Робертс, Даррен Сміт, Меттью Еванс, Енді Морріс (бас-гітара) і Джонні Філліпс (ударні). Пісню також було включено в «EP Squirrel», що вийшов 2003 року.

## Тематика
Основною версією щодо теми пісні є розлучення з дівчиною, в житті якої завжди є вибір серед хлопців. В той же час головний герой почувається пригніченим після розлуки з нею, оскільки залишається вірним лише їй. Кожен рядок пісні є метафорою, вжитою в переносному значенні.

## Відеокліп
Відео було представлене у другій половині 2003 року. Дії розгортаються в мотелі, який імовірно утримує фронтмен Метт Девіс. Гурт грає у коридорі, що є спільним для 4-х кімнат: у 1 живе пара пристарілих, що танцюють разом, у 2 зрілий чоловік, що розриває коробку, у 3 дівчина імовірно легкої поведінки, що переглядає фотокартки, і у ванній сидить темношкірий чоловік, очікуючи на воду. Під час затихання інструментів усі жителі заспокоюються і знаходяться деякий час у сум'ятті, але, коли гра знов стає потужною, вони дають волю емоціям: пара починає битись подушками, чоловік вщент руйнувати коробку, а дівчина стрибати на дивані (найімовірніше, це їм дає психологічне задоволення). Єдиним, хто протягом пісні майже не змінював своїх дій залишився чоловік у ванній.
Відео завершується сценою, де вахтер, що дивиться еротичний фільм, платить гроші Метту Девісу.

## Трек-лист
Juneau Pt. 1
1. «Juneau»
2. «Getaway Plan»
3. «Kiss and Make Up (All Bets Are Off)» (Radio 1 Rock Show)

Juneau Pt. 2
1. «Juneau»
2. «Art of American Football» (BBC Wales Session)
3. «This Year's Most Open Heartbreak» (Radio 1 Rock Show Session version)
4. «Juneau» (Video)

Juneau 7" Vinyl
1. «Juneau»
2. «Getaway Plan»